# Reformas Kansei
As Reformas Kansei (寛政の改革, Kansei no kaikaku) foram uma série de mudanças políticas e decretos reacionários desenvolvidos em meados do século XVIII no Japão durante o período Tokugawa. Visaram solucionar uma série de problemas do shogunato.
Matsudaira Sadanobu foi designado o conselheiro chefe do shogun (rōjū) no verão de 1787 e em começos do ano seguinte, converteu-se no regente de Tokugawa Ienari. Como o principal encarregado das decisões do shogunato, intentou fortalecer o governo revertendo inúmeras políticas e práticas administrativas que se haviam estabelecido no regime do antigo shogun Tokugawa Ieharu.

## Bibiografia
- Hall, John Whitney. (1955). Tanuma Okitsugu: Forerunner of Modern Japan, 1719-1788. Cambridge: Harvard University Press.
- Screech, Timon. (2006). Secret Memoirs of the Shoguns:  Isaac Titsingh and Japan, 1779-1822. London: RoutledgeCurzon.  ISBN 0-7007-1720-X
- Totman, Conrad. (1967). Politics in the Tokugawa Bakufu, 1600-1843. Cambridge: Harvard University Press. ISBN 0-6746-8800-7 [reprinted by University of California Press, Berkely, 1988. ISBN 0-5200-6313-9]